# سيغا سونيك ذا هيدجهوج
سيجا سونيك ذا هيدجهوج (بالإنجليزية: SegaSonic the Hedgehog ؛ باليابانية: セガソニック・ザ・ヘッジホッグ)، هي لعبة فيديو يابانية، وهي من تطوير سيجا إيه إم 3، ومن نشر شركة سيغا، صدرت اللعبة في الأسواق اليابانية سنة 1993، وتعمل على منصة صالات الآركيد.
اللعبة تُتيح للاعب التحكم بشخصيات القنفذ سونيك، المدرّع مايتي، و راي السنجاب الطائر. يتعين على اللاعبين الهروب من جزيرة بعد أن تم اختطافهم من قبل العدو الـدكتور إغمان. اللعبة تُستخدم منظورًا مائلًا، حيث يستخدم اللاعب كرة التتبع (كرية تعقب) للتحكم بالشخصيات وتجنب العقبات وجمع الحلقات الذهبية.
تأثرت لعبة سيغا سونيك ذا هيدجهوج بشكل ملحوظ بلعبة ماربيل مادنس التي صدرت في عام 1984، حيث استخدمت كلتا اللعبتين كرة التتبع (كرية تعقب) للتحكم في الشخصيات أو الكرات وتجاوز العقبات. هذا التأثير واضح في آلية التحكم السريعة والدقيقة التي تعتمد على حركة اللاعب في بيئة مليئة بالتحديات.

## روابط خارجية
- سيغا سونيك ذا هيدجهوج على موقع IMDb (الإنجليزية)